# Frank Mancuso Jr.
Frank G. Mancuso Jr. (Búfalo, 9 de octubre de 1958) es un productor cinematográfico estadounidense, reconocido principalmente por su asociación con la franquicia de películas de Friday the 13th.

## Carrera
Mancuso, hijo del expresidente de Paramount Pictures, Frank Mancuso Sr., nació en Búfalo, Nueva York. Mancuso produjo algunas secuelas de la película de terror clásica de 1980 Friday the 13th y fue uno de los creadores de la serie emitida entre 1987 y 1990 Friday the 13th: The Series.
Más tarde produjo la película de acción y fantasía Cool World, la cual reescribió en gran medida durante la etapa de producción. Otros de sus créditos en producción incluyen Internal Affairs, la franquicia de Species, Hoodlum, Stigmata, Ronin, I Know Who Killed Me y Road to Paloma.